# Aimar (archevêque)
Pour les articles homonymes, voir Aimar.
Aimar ou Aymar (Aymaruz), probablement Aimar de Bernin, mort en juin 1245, est un prélat du XIIIe siècle, qui a été notamment archevêque d'Embrun.

## Biographie
Aimar (Aymar, Aymaruz) est dit de Bernin, et ainsi donné comme frère cadet de Jean de Bernin, archevêque de Vienne, pour la période de 1218 à 1266. Il serait ainsi probablement originaire du château de la Veyrie, à Bernin, dans le Dauphiné.

### Épiscopat
Aimar est élu abbé de Saint-Pierre de Vienne,,, vers 1220.
Il succède à l'évêque Amédée II pour diriger le diocèse de Maurienne. Le dernier acte d'Amédée II date de l'année 1220. L'année de sa nomination n'est pas précisément connue. Louis Fillet (1902) donne l'année 1221. Le chanoine Angley (1846) considère qu'Aimar monte sur le trône de Maurienne vers l'an 1222. Entre les deux, un Jean, issu du chapitre de Maurienne aurait été désigné, mais non confirmé par le pape.
Le début de son épiscopat semble avoir été difficile, rencontrant des tensions avec les chanoines en 1223,. Il fait appel à des ecclésiastiques de la région pour régler le différend : le doyen de Grenoble, le Sacristain de Vienne, le Prieur d'Aillon et le Prévôt de Montcenis. Une transaction est signée le 4 des calendes de février 1223. Le curé Joseph-Antoine Besson et ses successeurs, dont le chanoine Angley, le donnent pour arbitre dans un différend opposant le comte de Savoie, Thomas Ier, aux Thoire-Villars, à propos de possessions dans le Bugey,. L'acte est donné par le Régeste genevois mais sans mention de l'évêque de Maurienne. Il est par contre arbitre, au côté de l'abbé de Tamié, pour trancher un différend entre Guillaume de Beaufort et l'archevêque de Tarentaise, Herluin de Chignin, à propos du pouvoir juridictionnel de ce dernier sur la vallée de Luce (Beaufortain) et sa capitale, Saint-Maxime,,. La sentence est rendue en faveur de l'archevêque de Tarentaise, le 7 février 1225,. Il est à nouveau témoin, au cours de la même année, dans un acte de confirmation de donation du comte Thomas Ier à l'abbaye d'Abondance,.

### Archiépiscopat
En 1235, l'archevêque d'Embrun, Bernard Chabert, meurt. Le chapitre cathédral le désigne pour lui succéder, en 1236,,. Il peut être considéré comme un proche du Dauphin, André Dauphin, puisque ce dernier indique dans son testament qu'il lui confie son fils, ainsi qu'à l'évêque de Gap.
Dès l'année 1236, une révolte embrase la région, opposant les consuls d'Embrun et les chevaliers. L'année suivante le Dauphin décède, son jeune fils, Guigues VII, lui succède. Béatrice de Montferrat, troisième épouse du Dauphin, en tant que régente, prête hommage à l'archevêque le 1er juin 1237 pour ses possessions dans l'ancien comté de Forcalquier, notamment Chorges et Embrun. Ces deux seigneuries sont une possession partagée entre l'archevêque et les dauphins. La cérémonie se déroule à Aspres, un bourg éloigné de la cité épiscopale. Une révolte émerge contre le pouvoir delphinal et l'archevêque, considéré comme son représentant, jusqu'à une transaction signée le 2 décembre 1237. Les tensions perdurent cependant, menant jusqu'à des excommunications.
Le 10 avril 1238, il rend hommage à l'empereur Frédéric II, qui confirme à cette occasion les privilèges de l'archevêque,. Le 14 mai 1239, il est chargé aux côtés de l'archevêque de Vienne d'étudier un projet d'union des diocèses de Valence et de Die.
Le 27 mai 1241, une paix est finalement signée, avec la levée des excommunications, mettant fin aux contestations du pouvoir archiépiscopal. Celle-ci est placée sous les auspices de l'archevêque de Vienne, des évêques de Gap et Clermont, ainsi que du maréchal du dauphin, Robert Auruce.
Le 1er décembre 1245, Aimar reçoit l'hommage du dauphin devenu majeur, Guigues VII. L'évènement ne provoque pas de réactions particulières. Le partage du pouvoir sur les seigneuries de Chorges et Embrun est confirmée, l'archevêque conservant, au-delà du pouvoir temporel, ceux de la justice criminelle et les appels.

### Mort et sépulture
Aimar meurt en 1245 (?),, probablement le 23 mai, durant le premier concile de Lyon. L'historien Honoré Fisquet, dans La France pontificale (Gallia christiana, 1867), indique que cette date provient d'une épitaphe, recopiée d'après Nicolas Chorier (1612-1692), mais qui serait erronée. L'historien précise « Ce prélat n'est point mort en 1245, puisque Innocent IV lui adressa deux bulles de Lyon, l'un le 3 des nones de janvier [...], l'autre, le 15 des calendes de février [...] ».
Le corps d'Aimar est transféré à Vienne dans l'église Saint-Pierre,. L'épitaphe de son tombeau a été conservée, le chanoine Angley en donne une retranscription.

## Sceau
Son sceau est constitué d'un « évêque debout, mitré, revêtu de la chasuble et du pallium, bénissant de la main droite et tenant de la main gauche la crosse tournée en dedans ». Le sceau ogival est accompagné en légende en lettres capitales gothiques : « AYM... EPISCOPUS MAURIANENSIS ».